# Euphorbia medicaginea
Euphorbia medicaginea är en törelväxtart som beskrevs av Pierre Edmond Boissier. Euphorbia medicaginea ingår i släktet törlar, och familjen törelväxter. Inga underarter finns listade i Catalogue of Life.

## Bildgalleri

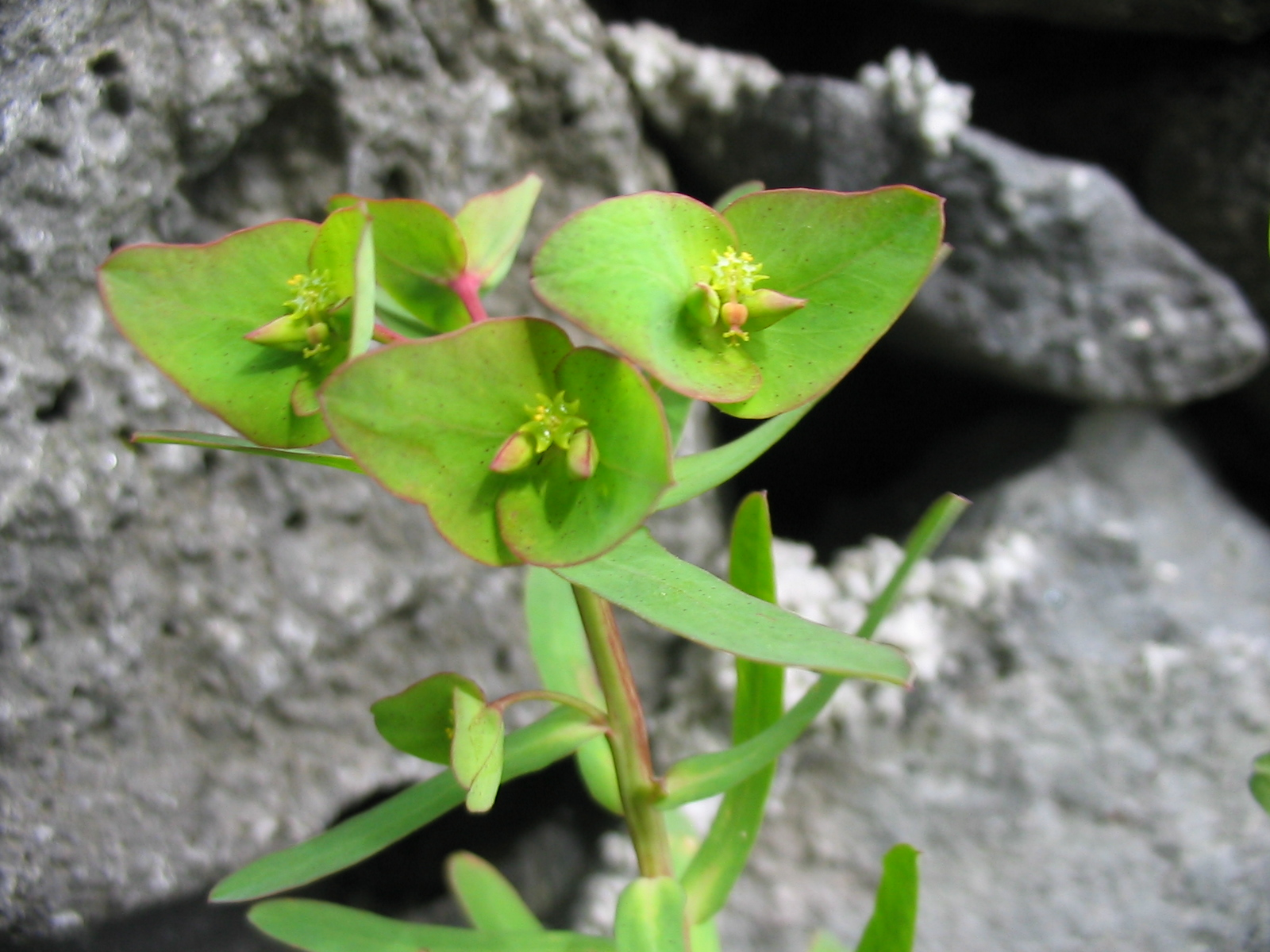
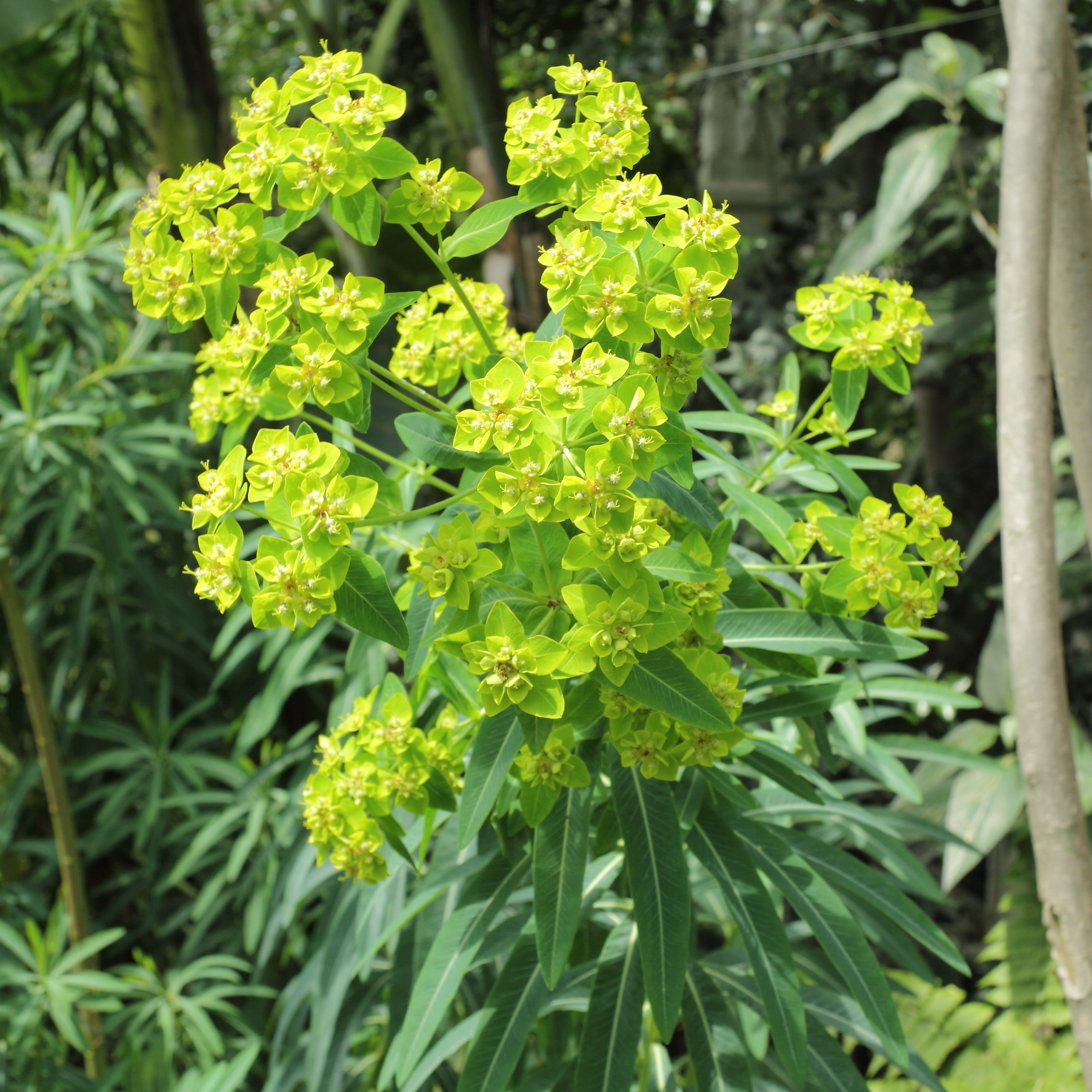